# Alfred Émilien de Nieuwerkerke

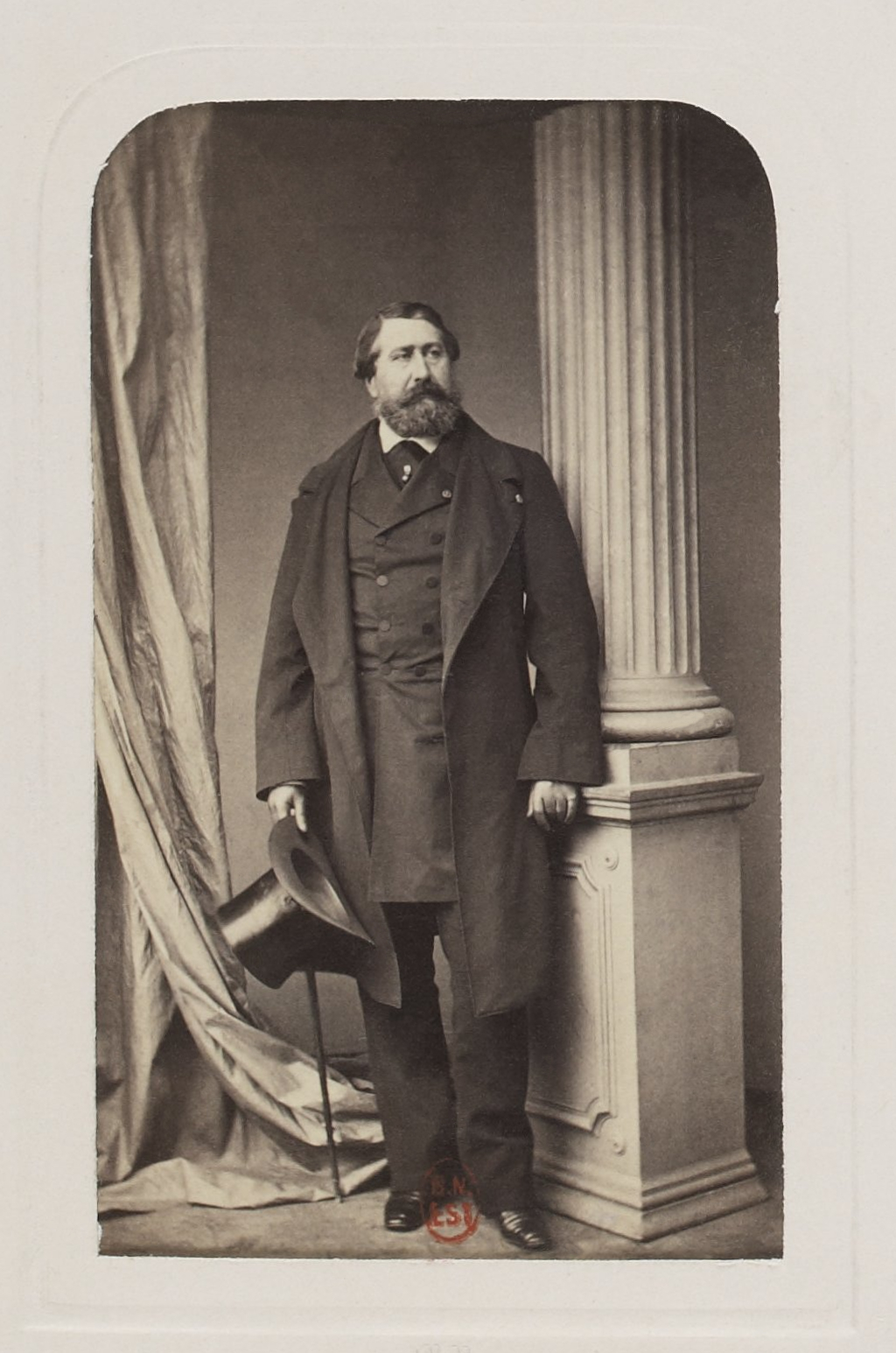
Émilien de Nieuwerkerke Fotografie von Adolphe Disdéri

Alfred Émilien O'Hara, Comte de Nieuwerkerke (* 16. April 1811 in Paris; † 16. Januar 1892 in Gattaiola bei Lucca), war ein französischer Bildhauer, Kunstsammler und einflussreicher Kulturpolitiker. Zur Regierungszeit Napoleons III. bekleidete er das Amt des Generaldirektors der staatlichen Museen, war Superintendent (später Minister) der Schönen Künste und Präsident der Jury des Pariser Salons.

## Familie
Der Vater Nieuwerkerkes, dessen Vorfahren ursprünglich aus den Niederlanden stammten, diente als Kavallerieoffizier in der französischen Armee. Seine Mutter, eine gebürtige de Vassan, gilt als illegitime Enkelin des Herzogs von Orléans. Von 1825 bis 1829 besuchte er das Collège Stanislas und anschließend die Kavallerieschule von Saumur. Bereits nach der Julirevolution 1830 verließ er das Militär wieder. Nieuwerkerke heiratete 1832 Marie Técla de Monttessuy, die Tochter des Grafen Gustave-Auguste de Monttessuy, der das Amt des Bürgermeisters von Juvisy-sur-Orge innehatte. Nach der Totgeburt einer Tochter blieb diese Ehe kinderlos.

## Bildhauer

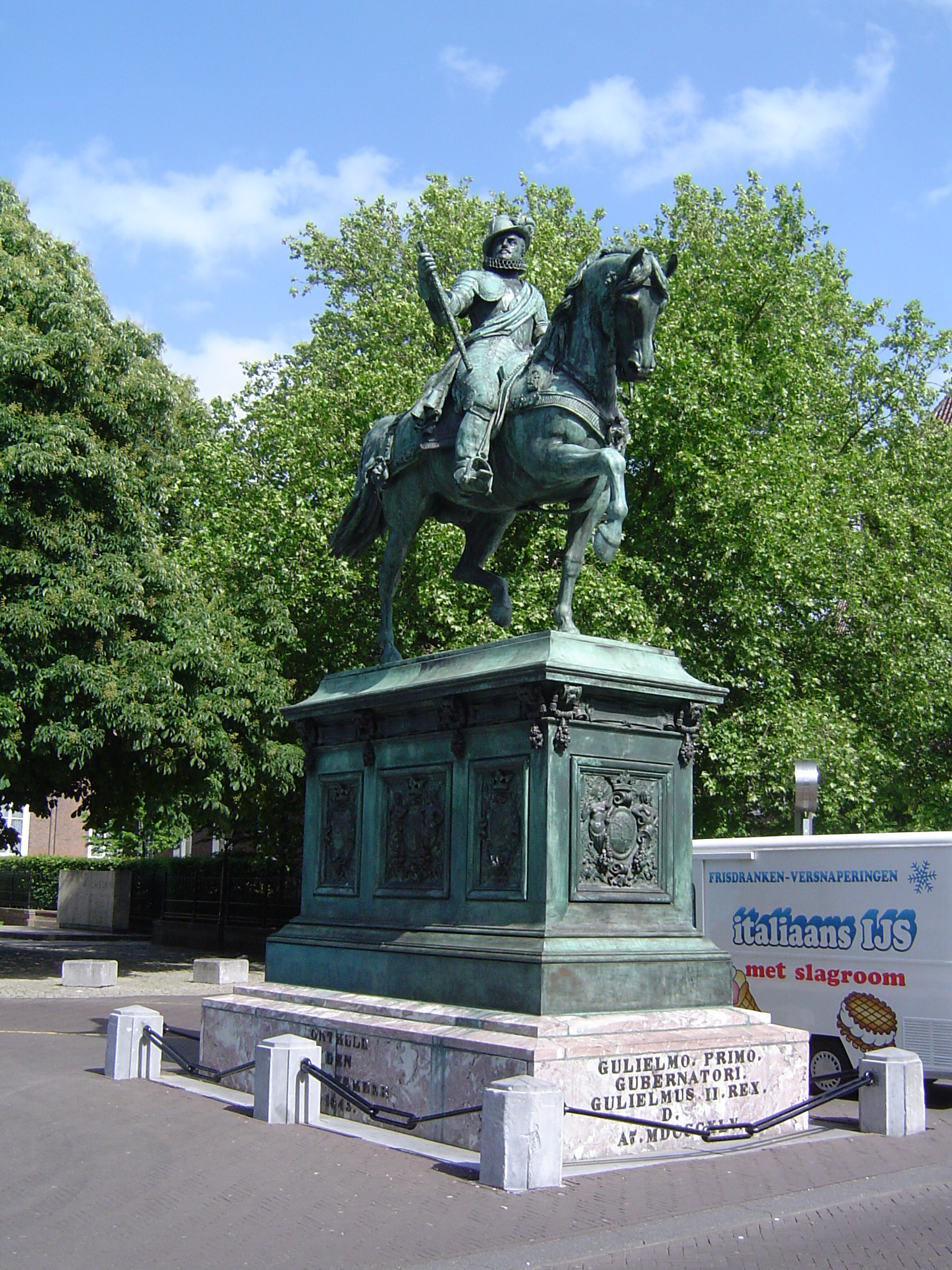
Reiterstandbild des Wilhelm von Oranien in Den Haag

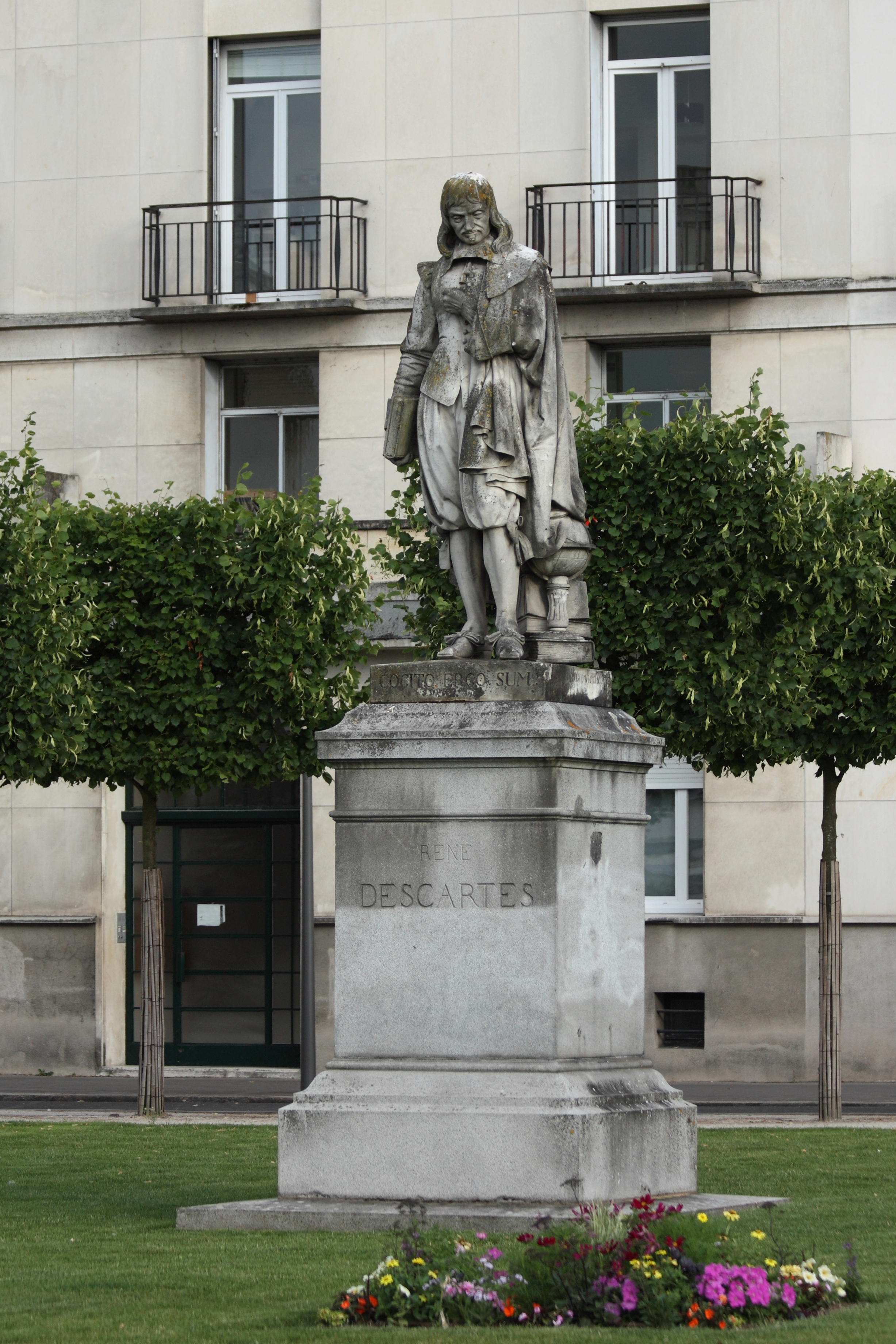
Denkmal für René Descartes in Tour

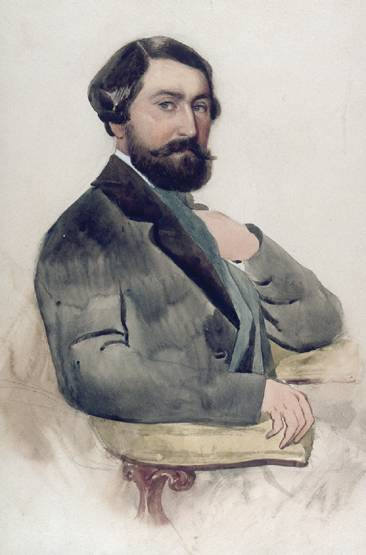
Mathilde Bonaparte: Comte de Nieuwerkerke

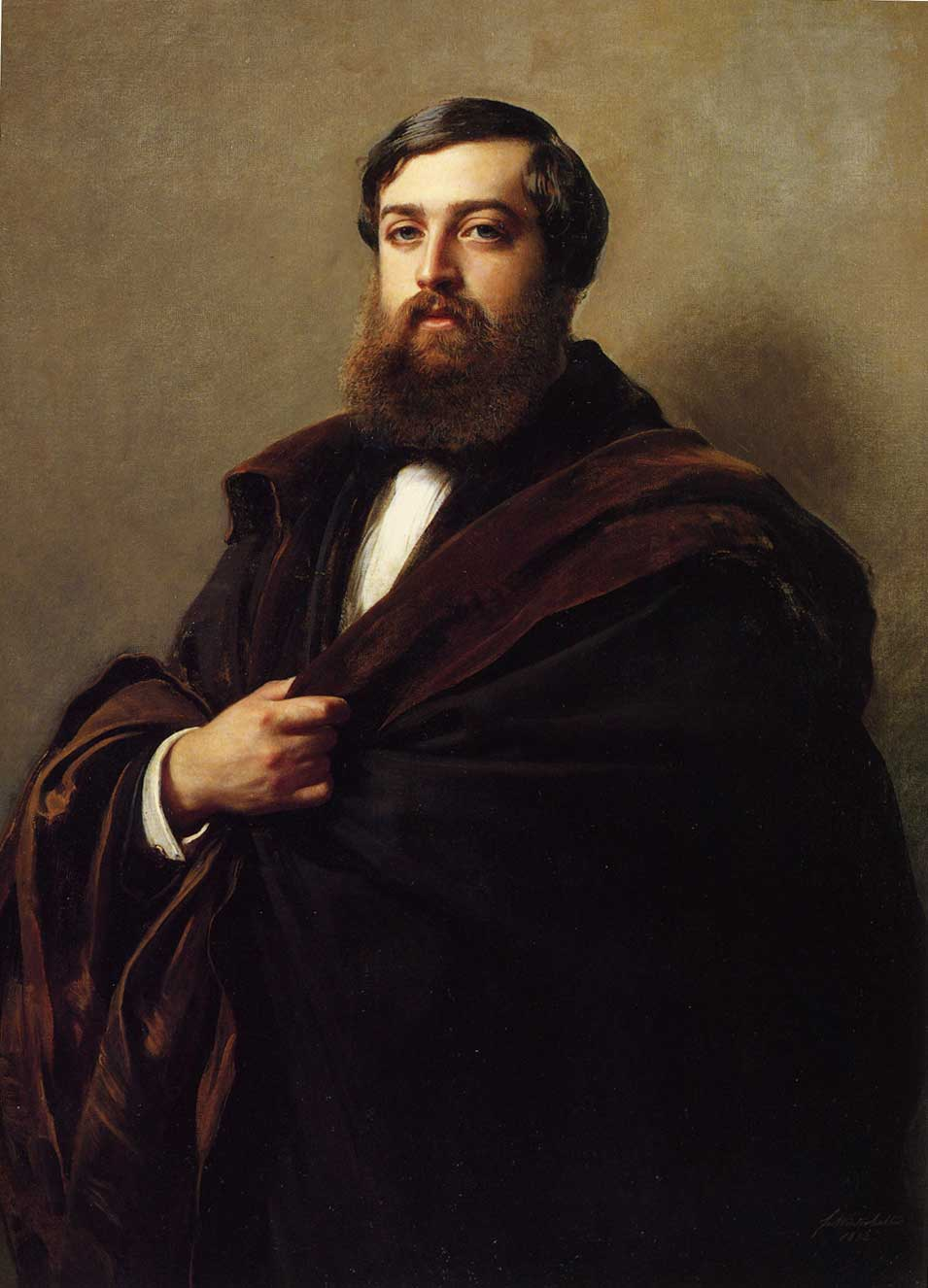
Franz Xaver Winterhalter: Comte de Nieuwerkerke

Während eines Italienaufenthaltes 1834 besuchte Nieuwerkerke zahlreiche Museen. Fasziniert durch antike Statuen und Skulpturen in der Sammlung Félicie de Fauveau beschloss er bei Baron Carlo Marochetti eine Bildhauerausbildung zu beginnen. Seine Arbeiten waren zunächst durch die Romantik beeinflusst. Später entwickelte er sich zu einem konservativ geprägten Vertreter des Historismus. Zu seinen frühesten Arbeiten gehörte die Reiterstatue Kampf des Herzogs von Clarence aus dem Jahr 1838. Zwischen 1842 und 1861 nahm Nieuwerkerke immer wieder an den Ausstellungen des Pariser Salons teil. Er debütierte dort mit einer Marmorbüste des Grafen Charles de Ganay. 1843 stellte er im Salon das Gipsmodell der Reiterstatue Wilhelm von Oranien und die Marmorbüste des Marquis de Mortemart aus. Der Bronzeguss der Reiterstatue wurde 1845 vor dem Paleis Noordeinde in Den Haag feierlich eingeweiht, wo es sich heute noch befindet. 1846 zeigte er im Salon Büsten des Richard de l’Aigle und des René Descartes. Im Folgejahr kamen neben drei Marmorbüsten ein Gipsmodell der Königin Isabella I. von Spanien zur Ausstellung. Eine weitere Version von Descartes aus Marmor, mit der stattlichen Höhe von drei Metern, wurde 1853 in Tours aufgestellt. Im gleichen Jahr fand die Einweihung seines Napoléon I.-Denkmals in Lyon statt. Eine Reiterstatue Napoleon I. wurde wenig später in La Roche-sur-Yon enthüllt. Neben Büsten von  Napoleon III., der Kaiserin Eugénie und Prinzessin Mathildes entstanden zahlreiche Medaillons der kaiserlichen Familie und Angehörigen der Aristokratie. Einen seiner letzten öffentlichen Aufträge erhielt er 1860 für das Grabmal des Marschall Nicolas Catinat in der Eglise de Saint-Gratien bei Saint-Denis.

## Beziehung zu Mathilde Bonaparte
Nach ersten Erfolgen als Bildhauer reiste Nieuwerkerke 1845 zusammen mit dem Grafen von Chambord ein weiteres Mal nach Italien und traf hier Mathilde Bonaparte. Mit der Cousine von Charles-Louis-Napoléon Bonaparte (des späteren Napoléon III.) entwickelte sich eine Beziehung, die mehr als zwanzig Jahre andauern sollte und seinen späteren sozialen Aufstieg und seine Karriere in der kaiserlichen Verwaltung erheblich begünstigte. Mathilde Bonaparte war zu dieser Zeit noch mit dem Prinzen Anatole Demidoff verheiratet, den sie jedoch 1846 verließ, um ein Palais in der Pariser Rue de Courcelles zu beziehen, welches Nieuwerkerke für sie ausgesucht hatte. Der Chronist Horace de Viel-Castel beschreibt die Verbindung Mathildes zu Nieuwerkerke wie folgt: „Sie verbirgt ihre Verbindung in keinem Umstand. Sie spricht über Nieuwerkerke, wie eine Frau über ihren Ehemann sprechen würde. Jeder weiß, dass sie im selben Haus leben.“ Da Nieuwerkerke aber nach wie vor mit Marie Técla de Monttessuy verheiratet war, stieß diese Verbindung am Hof Louis-Philippe zunächst auf große Ablehnung. Mathilde, die selbst künstlerischen Interessen nachging, etablierte jedoch schon bald nach dem Regierungsbeginns ihres Cousins ihr Haus zu einem Mittelpunkt der Pariser Gesellschaft und übte zusammen mit Nieuwerkerke am Kaiserhof in kulturpolitischen Angelegenheiten erheblichen Einfluss aus. Obwohl die Beziehung zu Mathilde Bonaparte bis 1869 andauerte, trat bereits ab 1861 mit Prinzessin Olga Cantacuzène (1843–1929) eine weitere Frau in Nieuwerkerkes Leben.

## Kulturpolitiker
Kurz nach der Wahl Charles-Louis-Napoléon Bonaparte zum Präsidenten Frankreichs im Dezember 1848 erhielt Nieuwerkerke die Ernennung zum Direktor der staatlichen Museen. Sein Augenmerk galt zunächst dem Louvre. Hier etablierte er Soireen mit Künstlern, Politikern und Adeligen. Nachdem bereits im Oktober 1851 im Louvre neun Säle mit französischer Skulptur eröffnet wurden, erhöhte sich nach der Fertigstellung des von Hector Lefuel entworfenen Verbindungstraktes zwischen dem Louvre und den Tuilerien die Zahl der Ausstellungssäle von 89 auf 132. Unterstützt durch den Kaiser erwarb Nieuwerkerke zahlreiche Kunstwerke für den Louvre. Zu den ersten Erwerbungen gehörte die „unbefleckte Empfängnis“ von Bartolomé Esteban Murillo. Große Beachtung fand vor allem der Erwerb der Sammlung des Marquis Giampietro Campana di Cavelli. Neben zahlreichen römischen Antiken kamen so auch über 600 Gemälde in den Besitz des französischen Staates. Die Sammlungen Caze und Sauvagot folgten später ebenfalls in den Louvre. Nieuwerkerke führte nach italienischen und deutschen Vorbildern eine innovative Museumsverwaltung ein. Hierzu gehörten die systematische Veröffentlichung von Sammlungskatalogen, die tägliche (außer montags) Öffnung des zuvor nur sonntags den Besuchern zugänglichen Museums sowie die Schaffung von Ausschüssen für Restaurierung, Erwerb von Kunstwerken, Auftragsvergaben und Unterricht. Diese zentralisierte Verwaltung nahm das moderne System der nationalen Museen vorweg.
Beim Ankauf zeitgenössischer Kunstwerke bevorzugte er Künstler wie die Bildhauer François Rude, Jean-Baptiste Carpeaux, Emmanuel Frémiet oder den Maler Augustin Théodule Ribot, verweigerte den Erwerb der bereits anerkannten Vertreter des Impressionismus und des Realismus (Eugène Delacroix, Jean-Baptiste Camille Corot, Jean-François Millet) und bremste mit dieser konservativen Einstellung die Entwicklung der französischen Kunst.
Neben dem Louvre galt Nieuwerkerkes Aufmerksamkeit auch den anderen Museen, wie dem Musée du Luxembourg und dem Schloss Versailles. Als Senator für das Département Aisne fühlte Nieuwerkerke sich besonders der Picardie verpflichtet. Neben der Förderung der dortigen Künstler durch öffentliche Aufträge, erhielten die Provinzmuseen finanzielle Zuwendungen und bedeutende Leihgaben von Kunstwerken aus Paris. Ab 1854 entstand das Musée Napoleon III. (heute Le Musée de Picardie) in Amiens. Es ist das erste als Kunstmuseum errichtete Gebäude in Frankreich. Darüber hinaus entstand 1862 das Musée des Antiquités Nationales (Museum der keltischen und gallorömischen Antiken) in Saint-Germain-en-Laye.
Andererseits stand Nieuwerkerke häufig im Mittelpunkt von Kritik. Ihm wurden illegale Darlehen und misslungene Restaurierungsarbeiten ebenso vorgeworfen wie die leihweise Überlassung von Gemälden an die Kaiserin Eugénie und der Erwerb einer als Renaissance-Kunstwerk erworbenen Büste, die sich dann als zeitgenössische Arbeit herausstellte. Besonders die Reform der École des Beaux-Arts, deren Unterricht er der Regierung unterstellte, löste heftige Pressereaktionen aus. Da jedoch auf Grund der eingeschränkten Pressefreiheit die Regierung des Kaisers nicht direkt angegriffen werden konnte, diente Nieuwerkerke oftmals als Ersatzzielscheibe.
Ab 1852 gehörte auch die Leitung des Pariser Salons zu Nieuwerkerkes Aufgaben. Bei dieser seinerzeit jährlich stattfindenden offiziellen Ausstellung lebender Künstler übte er großen Einfluss auf die Jury aus. Er sah seine Aufgabe in der Bewahrung eines konservativ geprägten Qualitätsbegriffes und begrenzte die Zahl der zugelassenen Werke. Nach zunehmenden Protesten seitens der Künstler wurde 1863 auf Veranlassung des Kaisers mit den abgewiesenen Kunstwerken ein Salon des Refusés eröffnet, welcher mit Édouard Manets Le Déjeuner sur l’herbe sogleich seinen großen Skandal hatte. Der Maler erregte im Salon von 1865 mit dem Bild Olympia wiederum heftige Angriffe.
Napoleon III. hatte bereits beim Kulturprogramm der Weltausstellung 1855 direkt in die Politik Nieuwerkerkes eingegriffen. Als Präsident der Jury der Sektion der Schönen Künste war es in Nieuwerkerkes Zuständigkeit gefallen, die Kunstwerke für die Ausstellung auszuwählen. Entgegen Nieuwerkerkes Entscheidung, drängte ihn Napoleon III. das Bild Die Freiheit führt das Volk von Eugène Delacroix auszustellen.
Zu den zahlreichen Ämtern, die Nieuwerkerke bekleidete, gehörten die Vizepräsidentschaft der Gesellschaft der französischen Antiquitätenhändler, die Präsidentschaft des Ausschusses der historischen Monumente und die Position des Oberintendanten der Schönen Künste, welche 1870 eine Aufwertung zum Minister der Schönen Künste erhielt. Für seine Verdienste erhielt er vom Kaiser die Ernennung zum Ehren-Kammerherr (chambellan honoraire) und zum Großoffizier der Ehrenlegion.

## Sammler
Bereits mit 24 Jahren kaufte Nieuwerkerke erste historische Waffen und begann hiermit eine Leidenschaft, die ihn fast sein gesamtes Leben begleiten sollte. Dank seiner guten Beziehungen zu Händlern und anderen Sammlern gelang es ihm, eine wertvolle Sammlung mit Werken vom Mittelalter bis zur Renaissance aufzubauen. Neben Waffen und Rüstungen galt sein Interesse Gemälden, Skulpturen, Keramiken, Emailarbeiten, alten Möbeln und Glasobjekten. Nachdem Nieuwerkerke 1864 seinen Vater beerbt hatte, konnte er der bis dahin kontinuierlich aufgebauten Sammlung weitere bedeutende Kunstgegenstände und Waffen hinzufügen. Aufgrund finanzieller Schwierigkeiten verkaufte er 1871 diese Sammlung an Sir Richard Wallace. In der später gegründeten Wallace Collection sind heute viele der von Nieuwerkerke zusammengetragen Kunstwerke und Waffen der Öffentlichkeit zugänglich. Ein späterer Versuch in Italien, erneut eine Sammlung mit Kunstwerken der Renaissance aufzubauen, war nur von kurzer Dauer. Nieuwerkerke verkaufte diese Stücke schon bald wieder an einen Händler.

## Letzte Jahre
Nach der französischen Niederlage im Deutsch-Französischen Krieg und der Absetzung Napoleon III. flüchtete Nieuwerkerke im September 1870 mit Olga Cantacuzène nach England. Nach Niederschlagung der Pariser Kommune kehrte er kurzfristig nach  Paris zurück und verkaufte sein Palais (Hôtel de Nieuwerkerke), das der Architekt Hector Lefuel erst 1869 in der Rue Murillo am Parc Monceau errichtet hatte, an den amerikanischen Sammler Riggs. Anschließend begab er sich nach Italien, wo er 1872 in Gattaiola, einem Vorort von Lucca, eine Renaissance-Villa erwarb und hier mit Olga Cantacuzène zusammenlebte. In Verbundenheit zu Napoleon III. reiste er zu dessen Begräbnis 1873 nach England. Der als Bildhauer aus der Mode gekommene Nieuwerkerke arbeitete 1881 noch einmal an Gipsbüsten. Im Gegensatz zu seinen früheren Herrscherporträts wählte er nun jedoch einen Bauern und eine Bäuerin als Thema. In seinem Testament setzte er Olga Cantacuzène zur Universalerbin ein. Er starb mit 81 Jahren und wurde auf dem Friedhof von Lucca bestattet.